# ألبرت كوبر (لاعب كريكت)
ألبرت كوبر (3 ديسمبر 1893 - 3 مايو 1977)  (بالإنجليزية: Albert Cooper)‏ هو لاعب كريكت بريطاني (وحمل سابقاً جنسية المملكة المتحدة لبريطانيا العظمى وأيرلندا).